# Zuazo de Gamboa
Zuazo de Gamboa (en euskera: Zuhatzu Ganboa) era una localidad española que estaba situada en el municipio de Gamboa, provincia de Álava, País Vasco.

## Historia
Hacia mediados del siglo XIX, el lugar, por entonces perteneciente al ayuntamiento de Gamboa, tenía contabilizada una población de 110 habitantes. Aparece descrito en el decimosexto y último volumen del Diccionario geográfico-estadístico-histórico de España y sus posesiones de Ultramar de Pascual Madoz con las siguientes palabras:

ZUAZO: l. del ayunt. de Gamboa en la prov. de Alava (á Vitoria 2 1/2 leg.), part. jud. de Salvatierra (3), c. g. de las Provincias Vascongadas, aud. terr. de Búrgos (22), dióc. de Calahorra (18): sit. en la ribera del r. Zadorra que baña sus térm., dejándole á la der.; clima saludable y reina el viento N. Tiene 20 casas; escuela de primera educacion para ambos sexos, frecuentada por 24 alumnos y dotada con 1,000 rs.; igl. parr. (San Millan) servida por un beneficiado; uan ermita (Ntra. Sra. de la Guadalupe); para el surtido del pueblo se utilizan varias fuentes y pozos y aun las aguas del espresado r. en tiempos de sequia. El térm. confina N. Salinas (prov. de Guipúzcoa); E. Nanclares de Gamboa; S. Azua, y O. Marieta; comprendiendo dentro de su circunferencia varios montes de frondosos y corpulentos robles y encinas. El terreno es de buena calidad, le bañan el r. Zadorra por E. y S., y dos riach. que vienen de Guipúzcoa y se juntan con el primero poco despues de pasado el pueblo. caminos: locales. prod.: toda clase de cereales; cria de ganado de toda especie. ind.: ademas de la agricultura y ganaderia, hay un molino harinero. pobl.: 13 vec., 110 alm. contr.: con su ayunt. (V.).
(Madoz, 1850, p. 673)

El 10 de mayo de 1957, a causa de la construcción del embalse de Ullíbarri-Gamboa, la mayor parte de su superficie quedó sumergida bajo sus aguas y el resto pasó a formar parte del municipio de Barrundia.

## Demografía
| Gráfica de evolución demográfica de Zuazo de Gamboa entre 1850 y 2017              |
|                                                                                    |
| Población de derecho según los censos de población de la Enciclopedia Auñamendi]]. |

## Patrimonio
Hubo en el lugar una iglesia de San Millán.